# Objekt (gramatika)
Objekt je rečenični dio kojim se izriče predmet zahvaćen glagolskom radnjom.

## U hrvatskome jeziku
Izravni objekt uglavnom je u besprijedložnom akuzativu bez prijedloga ili u genitivu koji je zamjenjiv akuzativom. Radnja direktno prelazi na njega.
Vozim automobil. (koga, što – akuzativ)
Dajte mu vode. (koga, čega – genitiv)
ili
Dajte mu vodu. (koga, što – akuzativ)
Neizravni objekt javlja se u ostalim padežima: genitivu, dativu, prijedložnom akuzativu, lokativu i instrumentalu. Radnja ne prelazi direktno, nego neizravno na njega.
Pišem pismo majci. (komu, čemu? – dativ)
Neizravni objekt može biti izrečen i prijedložnim skupom (prijedlogom i imenicom), pa se tada naziva prijedložni objekt i obično je u genitivu.
Oduvijek je bio protiv promjena.
Objekt nikad ne može biti u nominativu ili vokativu.